# Раджабов, Исамудин Раджабович
Исамудин Раджабович Раджабов (26 июня 1974 года, Махачкала — 25 июня 2016 года, Махачкала) — дагестанский российский танцор, балетмейстер. Заслуженный артист Дагестана (2001). Народный артист Дагестана (2013).

## Биография
Родился в Махачкале. С детства любил танцевать. Участник ансамбля «Лезгинка». Народный артист Дагестана.

## Смерть
Исамудин Раджабов был убит в ночь с 25 на 26 июня 2016 года 18-летним жителем села Сергокала за отказ подвезти. Парень в состоянии сильного наркотического опьянения нанес артисту 27 проникающих ножевых ранений. Народный артист Дагестана Исамудин Раджабов похоронен в Махачкале.